# Onthophagus hoplocerus
Onthophagus hoplocerus là một loài bọ cánh cứng trong họ Bọ hung (Scarabaeidae).